# Nunataki Bol’shie Kamni
Die Nunataki Bol’shie Kamni (englische Transkription von russisch Нунатаки Большие Камни Nunataki Bolschije Kamni, deutsch ‚Große-Steine-Nunatakker‘) sind eine Gruppe von Nunatakkern im ostantarktischen Mac-Robertson-Land. In den Prince Charles Mountains ragen sie unmittelbar südwestlich des Armonini-Nunataks auf.
Russische Wissenschaftler benannten sie deskriptiv.